# Raffel i Rangoon
Raffel i Rangoon är ett samlingsalbum av Lustans Lakejer utgivet 1993. Det innehåller låtar från 1981–1986 samt det nyinspelade medleyt Omöjligt uppdrag.

## Innehåll
1. Omöjligt uppdrag (filmversion)
2. Begärets dunkla mål
3. En nöjenas natt (på dina drömmars ö)
4. Massans sorl
5. Skuggan av ett tvivel
6. Stilla nätter
7. Rendez-vous i Rio
8. Man lever bara två gånger
9. Män av skugga
10. Unga moderna
11. Öppna städer
12. Vår man i Mockba
13. Diamanter (12")
14. Sång om syrsor
15. En främlings ögon
16. En kyss för varje tår
17. Läppar tiger, ögon talar (7")
18. Tusen och en natt (Ny version 7")

## Kompositörer
- Johan Kinde/Tom Wolgers/Peter Bergstrandh (1)
- Johan Kinde (2-5, 15, 16, 18)
- Johan Kinde/Tom Wolgers (6, 7, 9-11)
- Johan Kinde/Peter Bergstrandh (8, 13, 17)
- Tom Wolgers (12)
- Jules Sylvain (14)